# Jon Semadeni
Jon Semadeni [ˌjɔn sɛ'ma:dɛni] (Vnà, Baixa Engadina, Grisons, 30 de maig de 1910 - Samedan, Grisons, 24 de febrer de 1981) fou un escriptor en llengua romanx, una de les figures cabdals de la literatura romanx del segle xx.

## Biografia
Va estudiar al Seminari de Mestres de Chur i després continuà a les universitats de Zúric, Ginebra i Siena per a treballar com a professor de literatura i història de secundària. Va treballar com a professor a Zillis, Andeer, Scuol, a l'Institut Evangelista de Samedan (1960–75) i al Lyceum Alpinum de Zuoz (1966–77). El 1940 es va casar amb Mengia Demarmels i va tenir quatre fills, un d'ells l'escriptora Leta Semadeni.
El 1944 fundà el grup teatral ambulant La Culissa, que representava les seves pròpies obres arreu de l'Engadina, Chur, Zuric i Berna, i que fins i tot en va retransmetre algunes per la Radio Rumantsch. El 1951 va crear el grup de teatre de cabaret La Panaglia. En els seus escrits va emprar diverses formes de parles romanx, principalment la de Vallader.
La seva obra evolucionà des d'un neorealisme al drama històric, denunciant l'especulació i l'abús de poder. A més de la seva pròpia producció dramàtica, va adaptar per a l'escenari obres de Molière, Gotthelf, Andersen i Txékhov. La seva obra cabdal és, això no obstant, La s-chürdum dal sulai (L'eclipsi del sol, 1953), exponent de la lluita contra tota mena d'autoritarisme. El 1980 foren publicades les seves obres completes (Ouvras dramaticas).

## Obres

### Drames
- La famiglia Rubar (1941/1944)
- Chispar Rentsch (1944)
- Il pövel cumanda (El poble dominat, 1950), drama històric
- La s-chürdüm dal sulai ('L'eclipsi del sol', 1953)
- Ün quader chi nu quadra (1957/1959)
- L'uman derschader (1964)
- Il chapè / Der Hut (El barret, 1971)[3]
- Ouvras dramaticas (1980)

### Peces de cabaret
- La Panaglia (1951)
- La travaglia dal docter Panaglia, amb Men Rauch i Clà Biert (1954)

### Prosa
- La Jürada / Der Bannwald (La palissada 1967)
- Il giat cotschen (El gat roig, 1980)

### Obres per la ràdio
- Hü Brün 	1943
- Chara lingua da la mamma (1955)
- Battacour e battaporta (1971)
- Tarablas da la not / Nachtgeschichten (Històries de la nit, 1980/1982)